# Campionati asiatici under 20 di atletica leggera
I Campionati asiatici under 20 di atletica leggera (in inglese Asian Athletics Junior Championships) sono una competizione continentale organizzata dalla Asian Athletics Association, riservata agli atleti della categoria under 20.

## Edizioni
| Edizione | Anno | Gare | Città                           | Paese               | Date                     |
| -------- | ---- | ---- | ------------------------------- | ------------------- | ------------------------ |
| 1        | 1986 | 40   | Jakarta                         | Indonesia           | 4–7 dicembre             |
| 2        | 1988 | 40   | Singapore                       | Singapore           | 8–11 settembre           |
| 3        | 1990 | 40   | Pechino                         | Cina                | 13–16 giugno             |
| 4        | 1992 | 40   | Nuova Delhi                     | India               | 2–5 dicembre             |
| 5        | 1994 | 41   | Giacarta                        | Indonesia           | 17–20 settembre          |
| 6        | 1996 | 41   | Nuova Delhi                     | India               | 3–6 dicembre             |
| 7        | 1997 | 41   | Bangkok                         | Thailandia          | 4–7 novembre             |
| 8        | 1999 | 43   | Singapore                       | Singapore           | 30 settembre – 3 Ottobre |
| 9        | 2001 | 43   | Bandar Seri Begawan             | Brunei              | 19–22 luglio             |
| 10       | 2002 | 43   | Bangkok                         | Thailandia          | 28–31 ottobre            |
| 11       | 2004 | 43   | Ipoh                            | Malaysia            | 12–15 giugno             |
| 12       | 2006 | 43   | Macau                           | Macao               | 15–18 luglio             |
| 13       | 2008 | 44   | Jakarta                         | Indonesia           | 12–15 luglio             |
| 14       | 2010 | 44   | Hanoi                           | Vietnam             | 1–4 luglio               |
| 15       | 2012 | 44   | Colombo                         | Sri Lanka           | 9–12 giugno              |
| 16       | 2014 | 44   | Taipei                          | Taiwan              | 12–15 giugno             |
| 17       | 2016 | 44   | Ho Chi Minh City                | Vietnam             | 3–6 giugno               |
| 18       | 2018 | 44   | Gifu                            | Giappone            | 7–10 giugno              |
| 19       | 2020 | 44   | Bangkok                         | Thailandia          | 14–17 maggio             |
| 19       | 2020 | 44   | cancellato a causa del Covid-19 |                     |                          |
| 20       | 2023 | 45   | Yecheon                         | Corea del Sud       | 4–7 giugno               |
| 21       | 2024 | 45   |                                 | Emirati Arabi Uniti |                          |

### Uomini
| Gara                       | Record | Atleta                                                          | Nazionalità    | data              | Campionato                                            | Luogo                     | Note         |
| -------------------------- | --- | --------------------------------------------------------------- | -------------- | ----------------- | ----------------------------------------------------- | ------------------------- | ------------ |
| 100 m                      | 10"26 | Li Tao                                                          | Cina           | 5 dicembre 1986   | Campionati asiatici under 20 di atletica leggera 1986 | Jakarta, Indonesia        |              |
| 200 m                      | 20"63 (+1.0 m/s) | Mohammad Hossein Abareghi                                       | Iran           | 14 luglio 2014    | Campionati asiatici under 20 di atletica leggera 2014 | Taipei, Taiwan            | [ 3 ]        |
| 400 m                      | 45"79 | Aruna Darshana                                                  | Sri Lanka      | 8 giugno 2018     | Campionati asiatici under 20 di atletica leggera 2018 | Gifu, Giappone            | [ 4 ]        |
| 800 m                      | 1'46"56 | Teng Haining                                                    | Cina           | 12 giugno 2012    | Campionati asiatici under 20 di atletica leggera 2012 | Colombo, Sri Lanka        | [ 5 ]        |
| 1500 m                     | 3'39"85 | Hamza Driouch                                                   | Qatar          | 10 giugno 2012    | Campionati asiatici under 20 di atletica leggera 2012 | Colombo, Sri Lanka        | [ 6 ]        |
| 5000 m                     | 14'14"65 | Moustafa Ahmed Shebto                                           | Qatar          | 12 giugno 2004    | Campionati asiatici under 20 di atletica leggera 2004 | Ipoh, Malaysia            |              |
| 10000 m                    | 30:00.27 | Ryu Ok-hyon                                                     | Corea del Nord | 4 dicembre 1986   | Campionati asiatici under 20 di atletica leggera 1986 | Jakarta, Indonesia        |              |
| 110 m ostacoli             | 13.33 (+0.5 m/s) | Taio Kanai                                                      | Giappone       | 14 giugno 2014    | Campionati asiatici under 20 di atletica leggera 2014 | Taipei, Taiwan            | [ 7 ]        |
| 400 m ostacoli             | 49"30 | Ismail Doudai Abakar                                            | Qatar          | 6 giugno 2023     | Campionati asiatici under 20 di atletica leggera 2023 | Yecheon, Corea del Sud    | [ 8 ]        |
| 3000 m siepi               | 8:33.39 | Musa Amer Obaid                                                 | Qatar          | 13 giugno 2004    | Campionati asiatici under 20 di atletica leggera 2004 | Ipoh, Malaysia            |              |
| Salto in alto              | 2.31 m | Mutaz Essa Barshim                                              | Qatar          | 3 luglio 2010     | Campionati asiatici under 20 di atletica leggera 2010 | Hanoi, Vietnam            | [ 9 ] [ 10 ] |
| Salto con l'asta           | 5.50 m | Seif Heneida                                                    | Qatar          | 4 giugno 2023     | Campionati asiatici under 20 di atletica leggera 2023 | Yecheon, Corea del Sud    | [ 11 ]       |
| Salto in lungo             | 8.05 m (+1.2 m/s) | Weng Yongfeng                                                   | Cina           | 13 luglio 2008    | Campionati asiatici under 20 di atletica leggera 2008 | Jakarta, Indonesia        |              |
| Salto triplo               | 16.73 m | Gu Junjie                                                       | Cina           | 31 ottobre 2002   | Campionati asiatici under 20 di atletica leggera 2002 | Bangkok, Tailandia        |              |
| Getto del peso (6 kg)      | 19.99 m | Mehdi Shahrokhi                                                 | Iran           | 12 giugno 2004    | Campionati asiatici under 20 di atletica leggera 2004 | Ipoh, Malaysia            |              |
| Getto del peso (6 kg)      | 20.29 m | Khalid Habash Al-Suwaidi                                        | Qatar          | ottobre 2002      | Campionati asiatici under 20 di atletica leggera 2002 | Bangkok, Tailandia        |              |
| Lancio del disco (1.75 kg) | 62.29 m | Hossein Rasouli                                                 | Iran           | 9 giugno 2018     | Campionati asiatici under 20 di atletica leggera 2018 | Gifu, Giappone            | [ 12 ]       |
| Lancio del disco (1.75 kg) | 63.17 m | Khalid Habash Al-Suwaidi                                        | Qatar          | ottobre 2002      | Campionati asiatici under 20 di atletica leggera 2002 | Bangkok, Tailandia        |              |
| Lancio del martello (6 kg) | 80.85 m | Ashraf Amgad Elseify                                            | Qatar          | 11 giugno 2012    | Campionati asiatici under 20 di atletica leggera 2012 | Colombo, Sri Lanka        | [ 13 ]       |
| Lancio del giavellotto     | 77.97 m | Junya Sado                                                      | Giappone       | 6 giugno 2016     | Campionati asiatici under 20 di atletica leggera 2016 | Ho Chi Minh City, Vietnam | [ 14 ]       |
| Decathlon                  | 7713 pts | Yu Bin                                                          | Cina           | 12–13 giugno 2004 | Campionati asiatici under 20 di atletica leggera 2004 | Ipoh, Malaysia            |              |
| Decathlon                  | 10.97 (100 m), 7.44 m (salto in lungo), 15.00 m (getto del peso), 1.90 m (salto in alto), 50.03 (400 m) / 15.33 (110 m ostacoli), 44.85 m (disco), 4.40 m (salto con l'asta), 62.78 m (giavellotto), 5:06.24 (1500 m) |                                                                 |                |                   |                                                       |                           |              |
| 10000 m marcia (pista)     | 42:00.53 | Fumihiro Kobayashi                                              | Giappone       | 31 ottobre 2002   | Campionati asiatici under 20 di atletica leggera 2002 | Bangkok, Tailandia        |              |
| Staffetta 4x100 m          | 39.30 | Masaya Aikawa Yasutaka Matsunaga Shinji Takahira Hiroyuki Noda  | Giappone       | 28 ottobre 2002   | Campionati asiatici under 20 di atletica leggera 2002 | Bangkok, Tailandia        |              |
| Staffetta 4x400 m          | 3:07.38 | Mitsuhiro Sato Naohiro Kawakita Shinji Itabashi Hisatoshi Hotta | Giappone       | 30 settembre 1999 | Campionati asiatici under 20 di atletica leggera 1999 | Singapore                 |              |

### Annotazioni
1. ↑  ambiguous, mark is not ratified by AAA as CR
2. ↑  ambiguous, mark is not ratified by AAA as CR

### Fonti
1. ↑   sports.dailymirror.lk,  https://web.archive.org/web/20120724115544/http://sports.dailymirror.lk/2011/07/12/sri-lanka-to-host-junior-atf-meet-in-2012/Sri/. URL consultato il 12 luglio 2011 (archiviato dall'url originale il 24 luglio 2012).
2. ↑   2014 Taipei Asian Junior Athletics Championships Official Website (archiviato dall'url originale il 2 giugno 2014).
3. ↑   16th Asian Junior Athletics Championships – Men's 200m – Round1, su 163.17.55.13, Asian Athletics Association, 14 giugno 2014. URL consultato il 14 giugno 2014 (archiviato dall'url originale il 15 giugno 2014).
4. ↑   Men 400m Final, su gifu-riku.com, JAAF, 8 giugno 2018. URL consultato il 9 giugno 2018.
5. ↑   Asian Junior Athletics Championships 2012 Day 4 Results, su asianathletics.org, AAA, 12 giugno 2012. URL consultato il 13 giugno 2012 (archiviato dall'url originale il 15 giugno 2012).
6. ↑   Asian Junior Athletics Championships 2012 Day 2 Results, su asianathletics.org, AAA, 10 giugno 2012. URL consultato il 13 giugno 2012 (archiviato dall'url originale il 15 giugno 2012).
7. ↑   16th Asian Junior Athletics Championships – Men's 110m Hurdles Results, su 163.17.100.14, Asian Athletics Association, 14 giugno 2014. URL consultato il 14 giugno 2014 (archiviato dall'url originale il 15 giugno 2014).
8. ↑  (EN) 20th Asian U20 Athletics Championships - 400m Hurdles MEN - Final, su u20.kr. URL consultato il 17 ottobre 2023 (archiviato il 16 ottobre 2023).
9. ↑   Asian Junior Athletics Championships Day 3 Results, su asianathletics.org, 3 luglio 2010. URL consultato il 21 novembre 2010 (archiviato dall'url originale il 10 luglio 2010).
10. ↑   Murali Krishnan Ram, Barshim scales 2.31m in Hanoi – Asian junior championships, IAAF, 5 luglio 2010. URL consultato il 21 novembre 2010 (archiviato dall'url originale il 26 ottobre 2010).
11. ↑   Pole Vault Result, su u20.kr, 4 giugno 2023. URL consultato il 5 giugno 2023.
12. ↑   Men Discus Throw Final, su gifu-riku.com, JAAF, 9 giugno 2018. URL consultato il 9 giugno 2018.
13. ↑   Asian Junior Athletics Championships 2012 Day 3 Results, su asianathletics.org, AAA, 10 giugno 2012. URL consultato il 13 giugno 2012 (archiviato dall'url originale il 15 giugno 2012).
14. ↑   Jon Mulkeen, Sado takes surprise javelin victory at Asian Junior Championships, IAAF, 6 giugno 2016. URL consultato il 9 giugno 2016.